# Meticilin
Meticilin je ozkospektralni betalaktamski antibiotik iz skupine penicilinov. Razvili so ga leta 1958 v podjetju Beecham. Uporabljal se je za zdravljenje okužb z grampozitivnimi bakterijami, občutljivimi na meticilin, zlasti z bakterijami, ki proizvajajo betalaktamazo (npr. Staphylococcus aureus) in ki so sicer odporne na večino penicilinov. Danes se klinično več ne uporablja. Nadomestila sta ga predvsem flukloksacilin in dikloksacilin; meticilina več ne proizvajajo. Še vedno pa se uporablja izraz proti meticilinu odporni S. aureus (MRSA) za seve S. aureus, ki so odporni proti vsem penicilinskim učinkovinam.

## Mehanizem delovanja
Kot drugi betalaktamski antibiotiki tudi meticilin deluje tako, da zavira sintezo bakterijske celične stene. Zavira prečno premreženje linearnih verig peptidoglikanskih polimerov, ki tvorijo poglavitno sestavino celične stene grampozitivnih bakterij. Veže se namreč na encim transpeptidazo , ki je odgovoren za prečno premrečenje pepridnih verig (D-alanil-alanin). Meticilin in drugi betalaktamski antibiotiki so strukturni analogi D-alanil-alanina.(Gladwin and Trattler, 2004)
Meticilin ni občutljiv za encim betalaktamazo, ki jo izločajo nekateri rezistentni sevi bakterij. Odpornost proti temu encimu zagotavlja orto-dimetoksifenilna skupina, vezana neposredno na karbonilno skupino stranske verige. 

## Klinična uporaba
Meticilin se zaradi neželenih učinkov ne uporablja več za zdravljenje, uporablja pa se v laboratorijih za ugotavljanje rezistence bakterij.

## Glejte tudi
- betalaktamski antibiotiki
- flukloksacilin
- MRSA